# Presidente de Uzbekistán
El presidente de la República de Uzbekistán (en uzbeko: Oʻzbekiston Respublikasining Prezidenti) es el jefe de Estado y de Gobierno de Uzbekistán; en este sentido, garantiza el funcionamiento coordinado y la interacción de los órganos de poder estatal. Según la constitución del país centroasiático, el presidente garantiza también el respeto de los derechos y libertades de los ciudadanos, de la Constitución y de las leyes de la República de Uzbekistán, encarna la representación de la República de Uzbekistán dentro del país y en las relaciones internacionales y desempeña la dirección del ejército como Comandante en Jefe Supremo de las Fuerzas Armadas.
El actual presidente de la República es Shavkat Mirziyoyev que fue elegido presidente el 13 de diciembre de 2016, tras un breve periodo de interinidad tras el fallecimiento del anterior presidente Islom Karimov.

## Historia de la presidencia
La última etapa de la Unión Soviética estaba caracterizada por la crisis económica y los problemas políticos internos. En un intento de reformar el país, el 15 de marzo de 1990 Gorbachov, presidente del Presidium del Sóviet Supremo de la Unión Soviética, fue elegido para el cargo recién creado de presidente de la Unión Soviética en el III Congreso de los Diputados del Pueblo de la Unión Soviética. Gorbachov propuso la firma de un Nuevo Tratado de la Unión para así salvar al país de la crisis.
Este nuevo tratado creaba un estado federal pero con autonomía de sus repúblicas federales, que adoptaron también el cargo de presidente de cada república. Estos cambios alentaron un movimiento dentro de las repúblicas socialistas que conformaban la Unión Soviética que buscaban una mayor autonomía, llamado Desfile de Soberanías, Uzbekistán declaró su soberanía como una república dentro de la Unión de Repúblicas Socialistas Soviéticas el 20 de junio de 1990. 
El cargo del presidente se estableció en 1990, en reemplazo del cargo de presidente del Presídium del Sóviet Supremo de la RSS de Uzbekistán, que había existido desde 1925. A partir del 1 de septiembre de 1991, Uzbekistán declaró su independencia, reconocida el 26 de diciembre de 1991 con la disolución oficial de la Unión Soviética.
Islam Karimov fue el primer presidente de Uzbekistán y estuvo en el poder durante los 25 años tras ganar tres elecciones consecutivas que muchos consideran que han sido manipuladas. La tercera elección fue la más controvertida, ya que había sido elegido dos veces, y la constitución actual estipulaba un máximo de dos mandatos. La explicación oficial fue que su primer mandato en el cargo, de cinco años, estaba bajo la constitución anterior y no contaba para el nuevo límite. Murió en el cargo el 2 de septiembre de 2016. Según la constitución su sucesor fue el presidente del Senado Nigmatilla Yuldashev, pero seis días después una sesión conjunta de ambas cámaras de la Asamblea Suprema nombró al primer ministro Shavkat Mirziyoyev como presidente interino. En diciembre de 2016, Mirziyoyev fue elegido presidente en una votación popular, aunque los observadores internacionales describieron la elección como no libre y justa, debido a las restricciones en los informes de los medios y el relleno de las boletas.

## Elección

### Elegibilidad
El artículo 90 de la constitución indica que todo candidato a la presidencia del país deber ser ciudadano uzbeko que no haya cumplido treinta y cinco años, que domine plenamente el idioma oficial y que resida de forma permanente en el territorio de Uzbekistán durante al menos 10 años, inmediatamente antes de las elecciones.

### Elecciones presidenciales
El presidente de la República de Uzbekistán será elegido por los ciudadanos mediante sufragio universal, igual y directo en votación secreta por un período de cinco años. El procedimiento de elección del presidente será determinado por la ley de la República de Uzbekistán.  Las elecciones presidenciales se celebrarán el año de expiración del período constitucional de sus poderes, es decir, el primer domingo de la tercera semana de diciembre. Las elecciones se celebrarán sobre la base del sufragio universal, igual y directo en votación secreta.  El presidente es elegido directamente por un período de cinco años, por ciudadanos de Uzbekistán que han cumplido los 18 años de edad.(artículo 117)

### Toma de posesión
Al asumir el cargo, el presidente debe prestar el siguiente juramento, estipulado en el artículo 92 de la Constitución, en una sesión de la Asamblea Suprema: 
Juro solemnemente prestar un servicio fiel al pueblo de Uzbekistán, cumplir estrictamente la Constitución y las leyes de la República, garantizar los derechos y libertades de sus ciudadanos y cumplir a conciencia los deberes que tiene el presidente de la República de Uzbekistán. 

El presidente pone su mano en la Constitución de Uzbekistán así como en el Corán cuando toman el juramento del cargo. 

## Mandato
La constitución uzbeka determina, en su artículo 90, que el presidente será elegido para un periodo de cinco años, no pudiendo ocupar el cargo más de dos mandatos consecutivos (artículo 92). En caso de que el presidente de la República de Uzbekistán no ejerza sus funciones, el presidente del Senado de la Asamblea Suprema de Uzbekistán (Oliy Majlis) de la asumirá sus funciones y poderes interinos, y celebrará elecciones presidenciales en el plazo de tres meses, en estricto cumplimiento de la Ley “Sobre la elección del presidente de la República de Uzbekistán”.

### Incompatibilidades, privilegios y responsabilidades
El presidente, durante su mandato, no podrá desempeñar ningún otro cargo remunerado, ni ejercer como diputado de un órgano representativo, ni ejercer actividades comerciales. El presidente gozará de inmunidad personal y de la protección que le confiere la ley (artículo 91). El presidente, al término de su mandato, será miembro vitalicio del Senado (artículo 97).

## Funciones constitucionales
La Constitución de Uzbekistán (artículo 93) establece los deberes y poderes del presidente, que en detalle son: 
1. Para garantizar el respeto de los derechos y libertades de los ciudadanos, la Constitución y las leyes de la República de Uzbekistán;
2. Tomar las medidas necesarias para la protección de la soberanía, la seguridad y la integridad territorial de la República de Uzbekistán, y la implementación de decisiones con respecto a su estructura nacional-estatal;
3. Representar a la República de Uzbekistán en el país y en las relaciones internacionales;
4. Llevar a cabo negociaciones y firmar tratados y acuerdos para la República, y garantizar el cumplimiento de los tratados y acuerdos negociados por la República y las obligaciones asumidas por ella;
5. Para recibir cartas de crédito y destitución de diplomáticos y otros representantes acreditados ante él;
6. Presentar al Senado del Oliy Majlis candidatos para ser nombrados como representantes diplomáticos y otros representantes de la República de Uzbekistán en estados extranjeros;
7. Presentar al Oliy Majlis de Uzbekistán informes anuales sobre los principales asuntos de la vida social y económica, el hogar y las políticas exteriores del país;
8. Para formar la oficina de la autoridad ejecutiva y dirigirla; asegurar la interacción de los órganos supremos de autoridad y administración de la República; formar y abolir los ministerios, comités estatales y otros órganos de la administración estatal con la subsiguiente presentación de decretos sobre estos asuntos para su aprobación por las cámaras del Oliy Majlis ;
9. Presentar al Senado un candidato para la elección al cargo de presidente del Senado;
10. Presentar para su consideración y aprobación por las cámaras del Oliy Majlis un candidato para el cargo de primer ministro, y relevar al primer ministro de ese cargo;
11. Aprobar, a propuesta del primer ministro, los miembros del Gabinete de ministros, y relevarlos de sus cargos;
12. Para nombrar un procurador general y diputados, sujeto a la aprobación del Senado, y relevarlos de sus cargos;
13. Presentar al Senado candidatos para los cargos de presidente y jueces del Tribunal Constitucional, presidente y jueces del Tribunal Supremo, presidente y jueces del Tribunal Económico Superior, presidente de la Junta del Banco Central y presidente del Comité Estatal. para la protección de la naturaleza;
14. Nombrar jueces de tribunales regionales, interdistritales, distritales, municipales, de guerra y económicos, y relevarlos de sus cargos;
15. Nombrar y relevar a los khokims de las regiones y de la ciudad de Taskent de sus puestos con su posterior aprobación por parte de Kenghashes relevantes de los diputados populares. El presidente tendrá derecho a relevar, por su decisión, a los khokims de los distritos y ciudades de sus puestos, en caso de que violen la Constitución o las leyes, o realicen actos que desacrediten el honor y la dignidad de un khokim;
16. Para suspender y derogar los actos aprobados por los cuerpos de la administración estatal, así como los khokims;
17. Firmar y promulgar leyes; el presidente tendrá derecho a devolver una ley, manifestando sus objeciones, al Oliy Majlis para un segundo debate y votación;
18. Anunciar un estado de guerra en el caso de un ataque a la República de Uzbekistán, o que surja de las obligaciones del tratado en defensa mutua contra la agresión; y dentro de las 72 horas para presentar dicha decisión para su aprobación por las cámaras del Oliy Majlis ;
19. En casos excepcionales (amenazas externas reales, disturbios masivos, grandes catástrofes, calamidades naturales, epidemias), en aras de garantizar la seguridad de los ciudadanos, para proclamar un estado de emergencia en todo el territorio o en determinadas localidades, y en un plazo de 72 horas. Dicha decisión para su aprobación por las cámaras del Oliy Majlis . Las condiciones y el procedimiento para introducir un estado de emergencia estarán regulados por la ley;
20. Para servir como el Comandante en Jefe Supremo de las Fuerzas Armadas, designar y relevar al comando supremo de las Fuerzas Armadas, y conferir las más altas filas militares;
21. Otorgar órdenes, medallas y certificados de honor y otorgar títulos y títulos honorarios de la República de Uzbekistán;
22. Gobernar en materia de ciudadanía y concesión de asilo político;
23. Proponer al Senado cualquier acto de amnistía y perdón efectivo de las personas condenadas por los tribunales;
24. Para formar el Servicio de Seguridad Nacional y nominar y relevar al presidente del Servicio de Seguridad Nacional de su cargo, sujeto a la aprobación de los decretos sobre estos asuntos por parte del Senado;
25. Ejercer los demás poderes estipulados por la Constitución y las leyes de la República.

## Administración presidencial
La Oficina del presidente de la República de Uzbekistán (en uzbeko: Oʻzbekiston Respublikasi Prezidenti devoni) es el órgano informativo, consultivo y organizativo del presidente uzbeko, que informa directamente al presidente de la República. La administración presidencial se guía por la constitución y las leyes de Uzbekistán, los decretos, la implementación de resoluciones y órdenes del presidente.

## Residencia
La residencia oficial y el lugar de trabajo del presidente, desde 2016, es el Palacio Presidencial de Kuksaroy en Taskent. Antes de esto, el Palacio Presidencial Ok Saroy era la residencia oficial del presidente Islam Karimov. Una residencia que también se usa se llama Durmen, con sede en el distrito Qibray de Taskent. Desde que llegó al poder en diciembre de 2016, el presidente Shavkat Mirziyoyev ha utilizado el distrito para una nueva residencia para él, que incluiría una carretera presidencial y un recinto presidencial con un interior que contenga losas de mármol azul argentino y cristales de Swarovski.

## Transporte y seguridad
El gobierno uzbeko opera un Boeing 757-200 y un Boeing 767-300 para usar durante las visitas oficiales a otros países y para viajar en avión a otras partes del país. Estos aviones, provistos por Uzbekistan Airways, tienen la bandera de Uzbekistán en los estabilizadores verticales en lugar del logotipo de la compañía, que simboliza el estado del avión como un avión presidencial. Cuando se trata de transporte por tierra, el presidente siempre emplea un automóvil especial Mercedes-Benz S-Class que se usa para transportar al presidente por toda la capital, así como para llevarlo a su residencia al final de la jornada laboral. La Guardia Nacional de Uzbekistán y el Servicio de Seguridad Nacional son los principales responsables de la seguridad del presidente cuando está de viaje. Kuksaroy siempre está protegido por miembros de las fuerzas armadas y el BNS en todo momento.

## Vicepresidente de la República
El cargo de vicepresidente de Uzbekistán fue un cargo político en Uzbekistán hasta que fue abolido el 8 de enero de 1992. Era el título del adjunto al presidente de Uzbekistán. Shukrullo Mirsaidov fue el primer y único titular del cargo desde el 24 de marzo de 1990 hasta el 8 de enero de 1992.
El cargo de vicepresidente se introdujo el mismo día en que Islom Karimov fue elegido presidente de la RSS de Uzbekistán el 24 de marzo de 1990 en una sesión del Consejo Supremo de la RSS de Uzbekistán. Uzbekistán en ese momento se convirtió en la primera república de la unión en introducir los cargos de presidente y vicepresidente, roles que se ven a menudo en Occidente. Según la Constitución el presidente presentaba el candidato a la Asamblea Suprema que debía aprobar su nombramiento.  Shukrullo Mirsaidov había sido presidente del Consejo de Ministros de la RSS de Uzbekistán fue el primer vicepresidente del país. Tras la abolición del cargo de vicepresidente el 8 de enero de 1992, se introdujo en el país el cargo de primer ministro.
La función principal del vicepresidente de Uzbekistán era asumir los poderes presidenciales en calidad de presidente interino en caso de incapacidad, muerte o dimisión del presidente y hasta la celebración de elecciones anticipadas. Al mismo tiempo, el vicepresidente de Uzbekistán presidía el Gabinete de Ministros junto con el presidente.
| #   | Vicepresidente de la República  | Inicio              | Fin                | Partido  | Elecciones            | Presidente    |
| --- | ------------------------------- | ------------------- | ------------------ | -------- | --------------------- | ------------- |
| 1.º | Shukrullo Mirsaidov (1939-2012) | 24 de marzo de 1990 | 8 de enero de 1992 | КП УзССР | Elección presidencial | Islom Karimov |

## Listado de presidentes (desde 1990)
| #                                                        | Nombre                  | Nombre      | Nombre                                                                  | Inicio                  | Final                   | Partido   | Elecciones                          |
| -------------------------------------------------------- | ----------------------- | ----------- | ----------------------------------------------------------------------- | ----------------------- | ----------------------- | --------- | ----------------------------------- |
| República Socialista Soviética de Uzbekistán (1990-1991) |                         |             |                                                                         |                         |                         |           |                                     |
| 1.º                                                      |                         |             | Islom Karimov Ислом Каримов (1938-2016) Presidente de la República      | 24 de marzo de 1990     | 1 de septiembre de 1991 | КП УзССР  | -                                   |
| República de Uzbekistán (desde 1991)                     |                         |             |                                                                         |                         |                         |           |                                     |
| 1.º                                                      |                         |             | Islom Karimov Ислом Каримов (1938-2016) Presidente de la República      | 1 de septiembre de 1991 | 2 de septiembre de 2016 | PDPU      | 1991 2000                           |
| 1.º                                                      |                         | O'zlidep    | Islom Karimov Ислом Каримов (1938-2016) Presidente de la República      | 1 de septiembre de 1991 | 2 de septiembre de 2016 | 2007 2015 |                                     |
| -                                                        |                         |             | Nigmatilla Yuldashev (n. 1962) Presidente del Senado                    | 2 de septiembre de 2016 | 8 de septiembre de 2016 | OʻzMTDP   | Presidente interino de la República |
| -                                                        |                         |             | Shavkat Mirziyoyev Шавкат Мирзиёев (n. 1957) Presidente de la República | 8 de septiembre de 2016 | 14 de diciembre de 2016 | O'zlidep  | -                                   |
| 2.º                                                      | 14 de diciembre de 2016 | en el cargo | Shavkat Mirziyoyev Шавкат Мирзиёев (n. 1957) Presidente de la República | 2016                    |                         | O'zlidep  |                                     |
| 2.º                                                      | 14 de diciembre de 2016 | en el cargo | Shavkat Mirziyoyev Шавкат Мирзиёев (n. 1957) Presidente de la República |                         | O'zLiDeP                | 2021      |                                     |
| 2.º                                                      | 14 de diciembre de 2016 | en el cargo | Shavkat Mirziyoyev Шавкат Мирзиёев (n. 1957) Presidente de la República | 2023                    | O'zLiDeP                |           |                                     |